# Muhammad Loutfi Goumah
 (mai 2012).
Le contenu est difficilement compréhensible vu les erreurs de traduction, qui sont peut-être dues à l'utilisation d'un logiciel de traduction automatique.
Muhammad Loutfi Goumah (arabe : محمد لطفي جمعةmuħammæd Lutfi ǧomʿa; également orthographié  Mohammed Lotfi Gomaa ou Muhammed Lotfy Jouma ") (né le 18 janvier 1886 à Alexandrie et mort le 15 juin 1953 au Caire), est un Égyptien patriote, essayiste, auteur, et avocat. Il étudie le droit et est devenu l'un des plus célèbres avocats et orateurs publics égyptiens. Il a été membre de la prestigieuse Académie arabe de Damas et parle l’arabe, l’anglais, le français et l’italien. Il avait aussi une connaissance profonde de l’écriture hiéroglyphique et de l’Amérique.

## Biographie

### Jeunesse

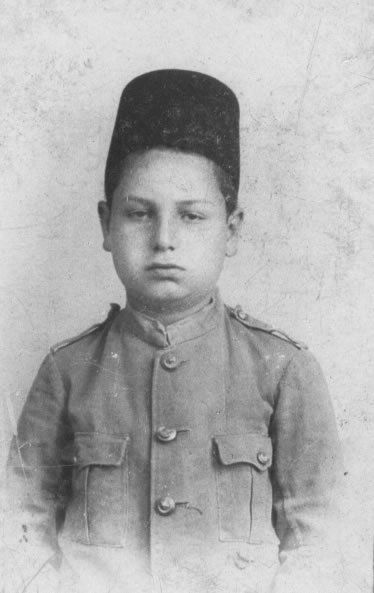
Loutfi Goumah à l’âge de 9 ans.

Goumah naît à Alexandrie, la deuxième plus grande ville dans Égypte, alors sous l'occupation britannique. Son père est l'honorable Goumah Sayed Aboul-Kheir, un descendant du prophète Mahomet, et sa mère Khadeeja Mahmoud Al-Sonbaty, une dame égyptienne ayant des ancêtres turcs et français. Sa mère ne pouvant pas allaiter, et il est nourri par Molouk Aïd, la mère du compositeur de musique arabe Sayed Darwich. Sa famille déménage à Tanta, où il rejoint l'école copte, puis l'école du Prince, où il termine ses études primaires en 1900. Il rejoint ensuite l'école du khédive, pour achever ses études secondaires en 1903. Sa mère meurt cette même année et Goumah se rend à Beyrouth où il rejoint l'American College pour étudier la philosophie. Il retourne en Égypte et travaille comme enseignant d’école primaire à Helwan jusqu'à la fin de 1907, date à laquelle il acquiert son baccalauréat. Il rejoint la faculté de droit du khédive en 1908 afin d’obtenir un diplôme en droit, mais il en est expulsé après un discours prononcé lors de l'anniversaire de la mort (40e jour) de Mostafa Kamel. Il se rend en France et rejoint l'école de droit de l'université de Lyon où il étudie sous la direction du chercheur français Lambert. Après l'acquisition de son doctorat en 1912, Goumah retourne en Égypte et commence sa carrière comme avocat.

### Enseignement
Loutfi Goumah a enseigné durant deux périodes de sa vie, la première période étant à l’école primaire d’Helwan de la fin 1904 à fin 1907. Parmi ses élèves figurent Abdulrahman Azzam et Abdulrahman Al- Sawy, premier doyen de la faculté de génie. La deuxième période s’est déroulée en 1917, quand il enseigne le droit pénal à l'université du Caire.

### Activité politiques

#### Nationalisme

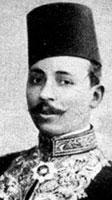
Mustafa Kamil.

En 1906 et pendant les vacances de Lausanne, Suisse, Goumah a été présenté à Mustafa Kamil et Mohammad Farid des fondateurs de la Parti national égyptien et célèbres égyptiens patriotes. Kamil et Farid ont été tournées chasse de tête en Europe pour les rédacteurs de la « Standard égyptien", leur nouveau journal. Goumah été intrigué par le charisme de Mustafa Kamil et rejoint le parti national égyptien d'avoir cru en la cause de Mustafa Kamil,.

#### Congrès de la Jeunesse égyptienne, Genève, 1909
Durant ses années universitaires en France, Goumah continué ses activités politiques par des groupes d'étudiants formant, rédaction de discours et de correspondre avec des personnalités politiques en Europe, qui étaient connus pour leur soutien et leur sympathie pour la cause égyptienne contre l'occupation britannique. Il a participé à trois conférences tenues à Genève, Bruxelles et à Paris en 1909, 1910, 1911, respectivement.

#### Wilfrid Blunt Scawen

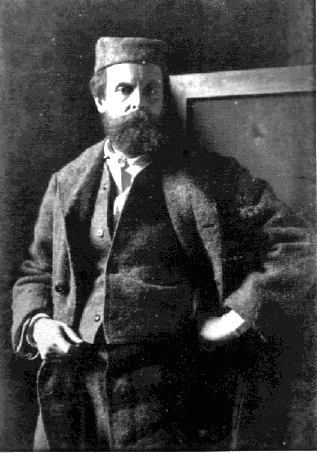
Wilfrid Blunt Scawen.

Une des figures Goumah correspondu avec pendant son séjour en Europe a été le poète anglais Wilfrid Blunt Scawen, qui était connu pour son soutien à la cause égyptienne et pour son soutien à Ahmed Orabi du nationaliste égyptien qui se révoltèrent contre le Khédive Tewfik. Blunt a aussi été un ami du célèbre égyptien Grand Mufti Muhammad Abduh qui était un disciple Goumah. Abduh utilisé pour dire que Blunt est « juste un noble anglais qui est fidèle à l’Égypte, les Arabes, l'islam et l'humanité »".
Goumah voyagé en Grande-Bretagne à consulter Blunt sur les questions politiques en août 1909 et a passé la nuit dans sa propriété "nouveaux navires". Il a également reçu une copie d'un discours qui sera lu au nom Blunt pour le congrès à Genève. Goumah gardé des relations avec Blunt jusqu'à la mort de Blunt en 1922. Le Ouest Sussex Record Office a des dossiers pour 203 lettres entre Goumah et Blunt.

#### S'adressant Keir Hardie

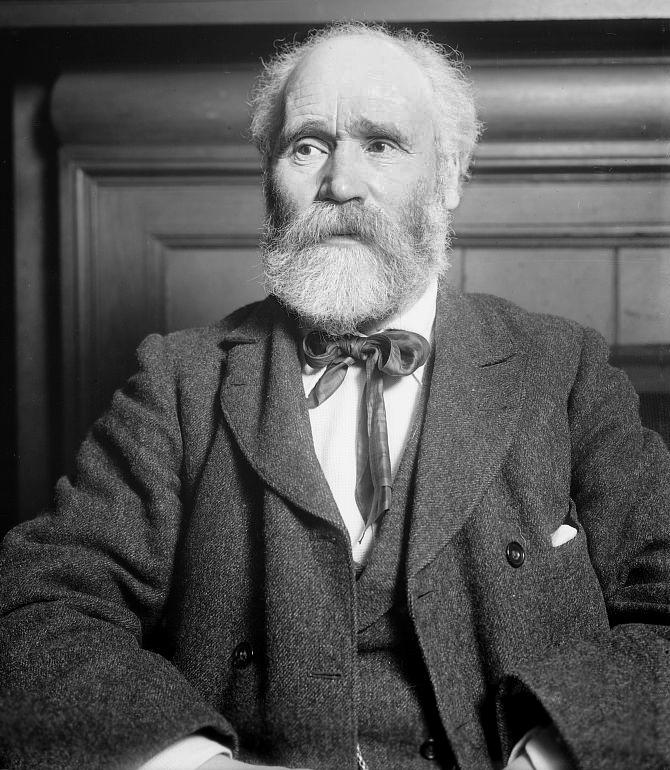
Keir Hardie.

« Aujourd'hui est un grand jour ! Keir Hardie a fait son discours très attendu dans une foule immense, il a blâmé l’Égypte et fait l'éloge Cromer et les forces d'occupation, il a mentionné les projets agricoles et d'irrigation faite par les Britanniques l'occupation de l’Égypte. Nous avons été extrêmement déçus, les membres du parlement ont été choqués et tout le monde applaudi et acclamé. J'ai immédiatement demandé à parler, mais Mohammad Fahmy a refusé, donc je lui ai demandé de me permettrez de remercier Hardie, et que je me tenais là parmi les gens qui ont été stupéfaits par la parole Kier Hardie, j'ai répondu à sa parole allégations pour mot. »

— Mohammed Loutfi Goumah ,  Les mémoires de Muhammad Loutfi Goumah, partie 1, page 198

« Ce n'est que discours courageux qui s'est Goumah la table contre ces. »

— Wilfred Scawen Blunt ,  Mes Diaries; Être une version personnelle d'événements, 1888-1914 Volume II p.279

#### Thomas Kettle

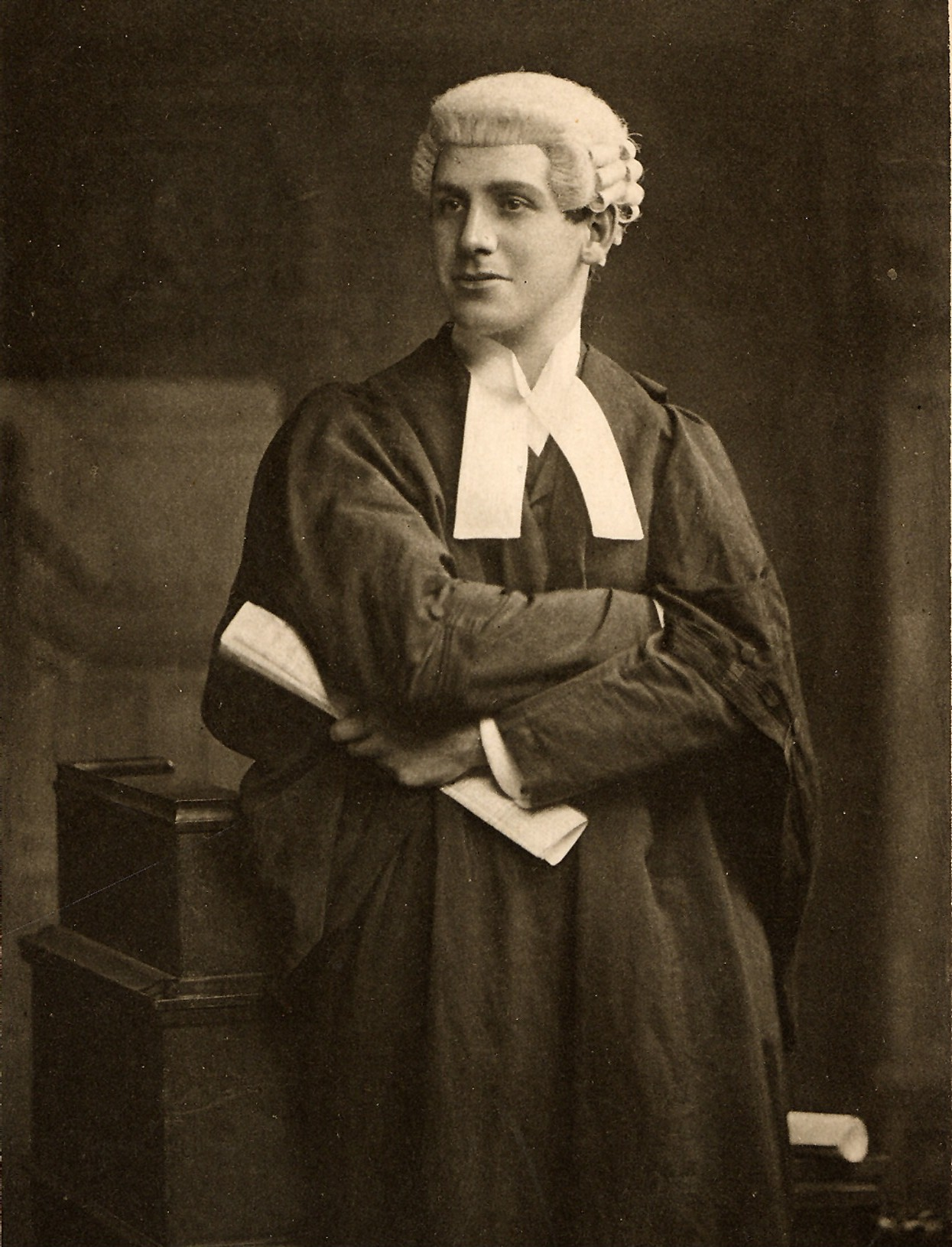
Thomas Kettle.

Thomas Kettle, le journaliste irlandais, avocat et député à la Chambre des communes du Royaume-Uni de Grande-Bretagne et en Irlande, dans son livre Le fardeau de la journée, études, littéraire et politique -1910, p. 112 cet incident:

« Tout comme chaque tableau a son centre de repos, de sorte que chaque assemblage a son centre de tensions. A Genève de ce point central a été trouvé, lorsque M. Loutfi Goumah bondit sur ses pieds pour répondre à certaines choses que M. Keir Hardie avait dit, et à d'autres choses dont il n'avait pas dit. « Monsieur, Hardie a parlé de nous aider à atteindre" une certaine forme efficace d'auto-gouvernement ». Nous ne voulons pas « une certaine forme efficace d'auto-gouvernement,« L’Égypte exige une constitution libre, coulant à son pas du Parlement britannique, mais de son propre souverain, le Khédive. M. Hardie promet de poser des questions à la Chambre des communes. Quel genre de questions ? Il vous demandera si Le Caire a un bon système de drainage, et si l'eau est potable dans les Alexandrie. Mais nous voulons des questions fondamentales sur des questions fondamentales. Nous voulons lui demander ce qui est à être la date de l'évacuation ". Mon devoir est de ne pas apprécier, mais simplement de faire la chronique des faits, et sans discuter l'interprétation étrange qui présentaient Mr. Hardie en tant que conservateur, je n'ai que de dire que M. Goumah procédé à son discours, les marées de la passion a augmenté plus élevés et supérieur au sein du Congrès, et qu'il a repris son fauteuil au milieu d'un tumulte de cris. Tarbouches Crimson bobbed leur chemin vers la plate-forme, et des groupes d'étudiants se sont jetés sur l'orateur, en l'embrassant, et lui baisant les mains. « Le Mazzini de l'Égypte !" cria quelqu'un à côté de moi dans la foule ". »

— Thomas Kettle ,  Le fardeau de la journée, des études, - 1910 littéraire et politique, P.112, 113 114

#### L'Egyptien Conférence nationale, Bruxelles, 1910

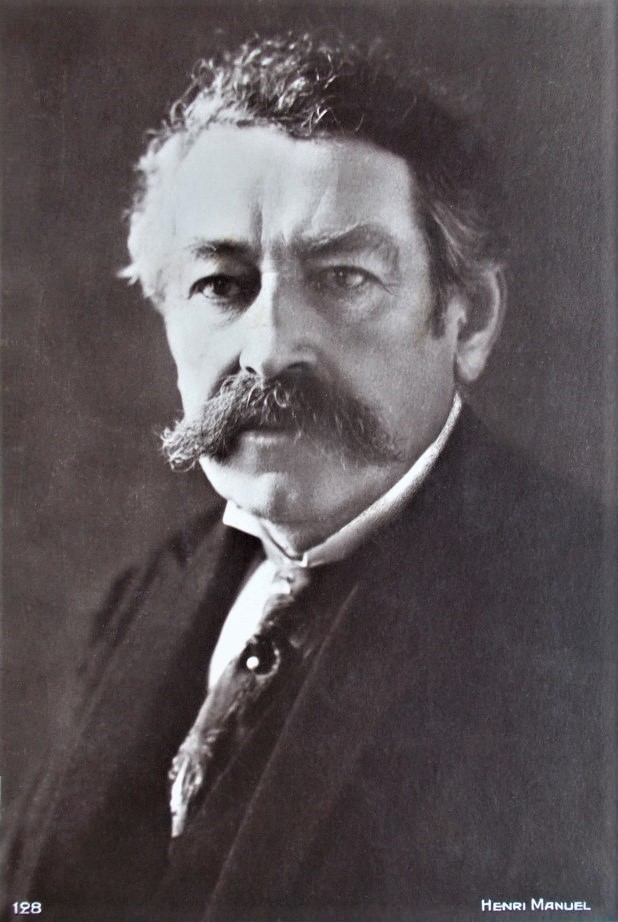
Aristide Briand

En 1910, Aristide Briand, puis le Premier ministre et ministre de l'Intérieur de la France, a convoqué Goumah, Mohammad Farid et Hamed El-Alayli (un nationaliste égyptienne étudier à Oxford) à son bureau et les a informés que les autorités françaises ont été réticents à accueillir la Conférence nationale égyptienne sur le sol français, il a suggéré Suisse ou Luxembourg comme des alternatives valables. Les deux Goumah et Farid ont exprimé leur déception, ils se sont également plaints d'être suivi par la Colombie-agents des services secrets en France, une plainte qui a été refusée par Briand, affirmant qu'« ils imaginer voir les Britanniques partout".
La Conférence nationale égyptienne a été tenue à Bruxelles le 22 septembre 1910 et un livre a été publié l'enregistrement de son événement:
«Œuvres du Congrès national Égyptien Tenu une Bruxelles le 22 septembre, 23 et 24, Bruges, 1911"

#### Indiens en exil
Pendant ses années en France, Goumah entré en contact avec de nombreux patriotes indiens en exil, certains étaient membres de la India House, d'autres étaient de la Paris Indian Society. Parmi eux se trouvaient Vinayak Damodar Savarkar, Virendranath Chattopadhyaya, Har Dayal, Shyamji Krishnavarma et Bhikaiji Cama, qui étaient connus pour avoir sympathisé avec la cause égyptienne. Goumah essayé de résoudre le conflit entre Madame Cama et Krishnavarma

#### Rencontre avec Gandhi

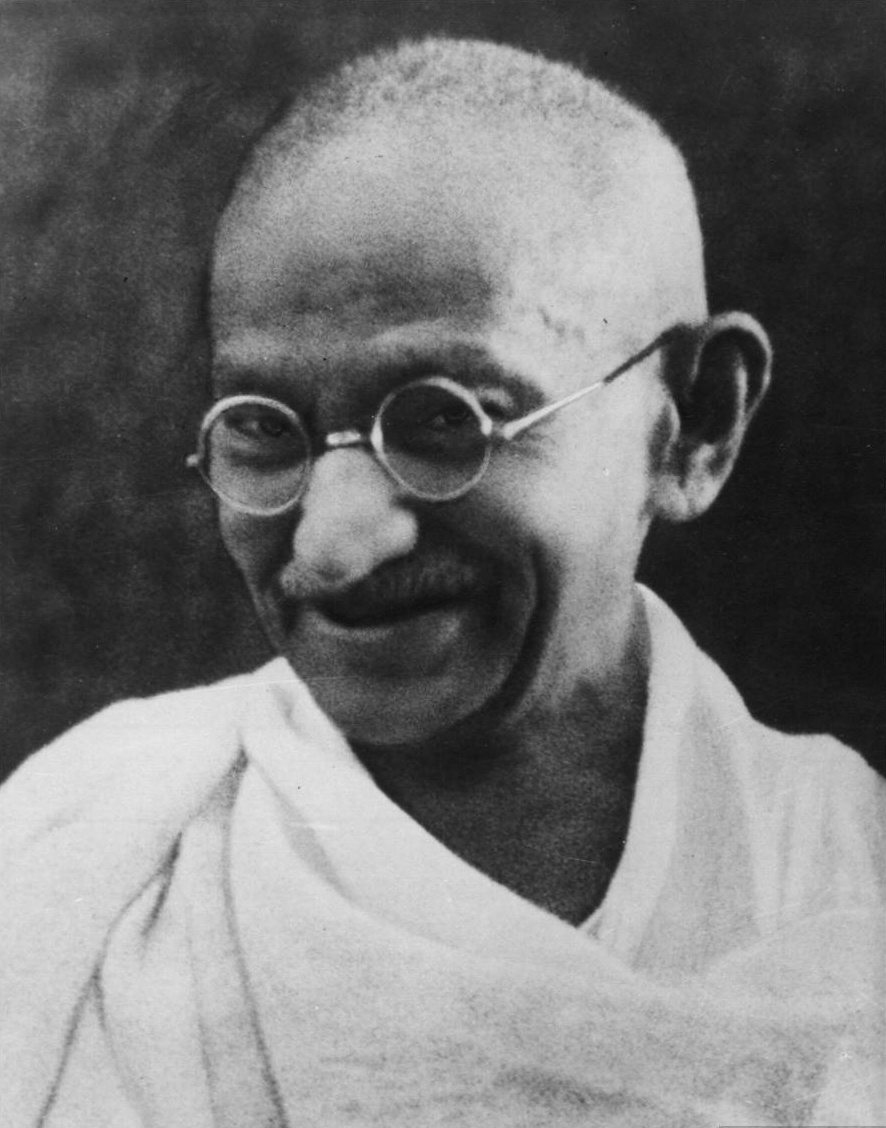
Gandhi.

Le 7 septembre 1931 Goumah montés à bord du SS Rajputana à Port-Saïd pour rencontrer Mahatma Gandhi, la réunion a duré huit heures.

« Vous (Égypte) ressemblent à l'Inde dans votre lutte contre les principes de l'Empire britannique, mais les pieds de l'anglais dans notre pays est plus ferme, plus profond et leur page est plus sombre, vous devriez donc être guidé par nous en Égypte comme nous sommes éclairés par vous, en Inde, nos dirigeants ont souvent insisté sur des idéaux de l'union entre musulmans et coptes en Égypte et a appelé notre nation d'hindous et de musulmans à une telle union. »

— Mohammed Loutfi Goumah ,  Les mémoires de Muhammad Loutfi Goumah, partie 1, page 554

### Carrière juridique

#### Le Amin Ossman Case

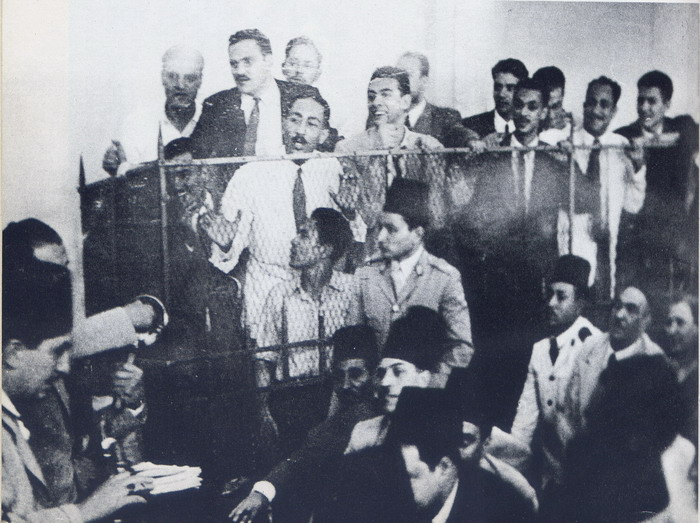
Le "Amin Ossman" Trial

En 1912, de retour de la France, Goumah passé le Examen Bar qui a porté entièrement sur sa connaissance de l'Islam Charia et la jurisprudence islamique et l'héritage en 1915, il a été nommé comme avocat devant la cour d'appel égyptienne.
Goumah a été désigné comme l'avocat de la défense pour certains des cas les plus célèbres connus à la société égyptienne à l'époque, y compris le Lee Stack cas assassiner, le cas des bombes et le Amin Ossman cas assassiner, dans laquelle il a représenté Ahmed Khaled et Wassim Anouar el-Sadate.
Goumah mentionné dans ses mémoires le procès d'Anouar al-Sadate - puis un officier de l'armée - et d'autres, dans le cas assassiner de ministre des Finances d'Égypte Amin Ossman, les défendeurs, qui Goumah appelés les « garçons » ont refusé d'entrer dans une cage qui a été conçu pour ne pas permettre à tout contact physique avec eux :

« je me suis dirigé vers le chef de la sécurité - un colonel - et lui dit : « je vous préviens colonel de recourir à la force de faire - ces jeunes hommes - pénétrer à l'intérieur de la cage ». Il a dit : « J'ai été ordonné de le faire, mais je ne vais pas. Pourtant, le juge en chef refuse d'entrer dans la salle du tribunal, jusqu'à ce qu'ils soient à l'intérieur de la cage ". Ainsi les "garçons" m'a demandé de parler au juge en chef et d'expliquer leur point de vue, une « j'ai accepté. Le colonel m'a alors arrêté et a dit: « Avez-vous une copie de Les Nuits de l'âme Confus ليالي الروح الحائر, je l'ai lu quand j'étais au lycée, et n'a pas l'oublier. J'ai cinquante cinq ans maintenant ". J'ai souri et je lui ai dit: "mais il ne vous a pas empêché de servir la police ?". Il répondit : « gagner un monsieur de vie.... je suis rebelle AA mais je suis obéissante ! ». »

— Mohammed Loutfi Goumah ,  Les mémoires de Muhammad Loutfi Goumah, partie 1, page 372

### Mort
Décédé Goumah souffrant de complications d'un infarctus cérébral le 15 juin 1953.

## Influence

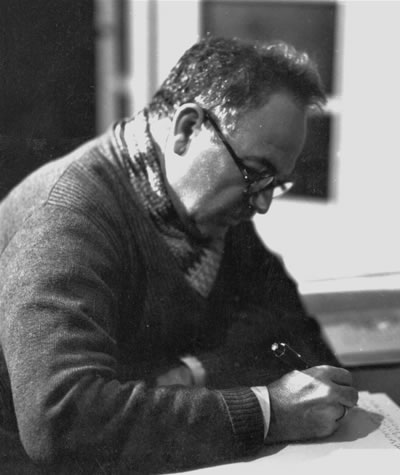
Loutfi Goumah.

Goumah rédige des articles contre l'occupation britannique en Égypte pour le journal al-Zaher à partir du début de 1905, mais un discours prononcé lors de la célébration du couronnement du khédive Abbas II Hilmi, dans lequel il explique le détente politique entre l'Angleterre et la France et blâme le khédive de soutenir les intérêts de l'occupation britannique, ennuie le souverain et il est bientôt expulsé de al-Zaher. Il se joint à Mustafa Kamil comme rédacteur de la norme égyptienne aux côtés de Charles Rudy et William Maloney.
Depuis lors, Goumah écrit dans des dizaines de périodiques et de journaux et accumule des milliers d'articles. Il a beaucoup écrit dans Al-Ahram, Al-Balagh, al-Zaher, l’hebdomadaire al-Balagh, Al-Bayan, Al-Moqtabas. Ses articles couvrent de nombreux aspects de la vie égyptienne durant cette période, allant de l'économie, la politique internationale, la philosophie politique à la littérature, la critique littéraire et au soufisme.
Goumah soulève des thèmes abordés en Égypte et d’autres pays arabes des décennies après sa mort. Il appelle à l'éducation gratuite dans Al-Balagh en mai, 1930, près de deux décennies avant que Taha Hussein, puis le ministre égyptien de l'Éducation ne commencent sa mise en œuvre. En 1933, il critique dans son roman Aïda, publié dans Al-Balagh, la loi égyptienne sur le statut personnel qui donne aux seuls hommes le droit de divorcer, loi que Goumah refuse d'adopter lors de son mariage, offrant à sa femme des droits égaux en matière de divorce. C'est seulement en 2001, que la loi sur le statut personnel reconnaît aux femmes le droit de divorcer en conformité avec la sharia islamique. Il critique dans al-Rabetah al-Arabeyya en 1938 la polygamie et appelle à des réglementations strictes pour la contrôler.
L’interprétation de Goumah des écritures islamiques n’est pas, à son avis, en contradiction avec son ferme soutien aux idéologies féministes, pas plus qu'avec son intérêt pour la métaphysique, le soufisme et le spiritisme, sujets encore considérés avec scepticisme parmi les « orthodoxes » savants musulmans. Selon Anwar al-Gendy, le penseur islamique et auteur, Goumah représente l'âme de l'école modérée avec une affiliation claire et une croyance dans l'orient, l'islam et Égypte.

## Philosophie islamique et du soufisme
Pendant ses années de lycée à l'école du khédive, Goumah étudié l'arabe la littérature, la métaphysique et la philosophie sous cheikh Tantawy Gohary du célèbre érudit islamique et l’Égypte Nobel prête-nom, et l'auteur de Les Bijoux dans l'interprétation du Saint Coran, Gohary a présenté à la philosophie islamique et le spiritualisme. Il a ensuite correspondu avec cheikh Muhammed Abduh du Grand Mufti d’Égypte et devint un de ses disciples. Deux des lettres Goumah pour le grand mufti à l'âge de 18 ans, ont été publiés dans Rachid Rida 's livre sur Mahomet Adbuh, avec Rashid commentant l'un d'eux:

« ... Sa recherche - à ce jeune âge - était au plus haut niveau de la philosophie à l'égard de la religion »

— L'histoire de l'Imam Muhammad Abduh - P. 791-796 ,  Muhammad Rashid Rida

Les deux Gohary et 'Abduh ont été des icônes de l'illumination, et ils devinrent tous deux piliers de la structure intellectuelle du Goumah. Il a écrit de nombreux articles et livres discuter, débattre, de définir et d'enregistrer la vie des célèbres philosophes islamiques et soufi s ». Son livre "Histoire des philosophes islamiques dans l'Est et l'Ouest" est considéré comme l'un des meilleurs références écrites sur le sujet à ce jour.

### Al-Shehab Arr'aassed

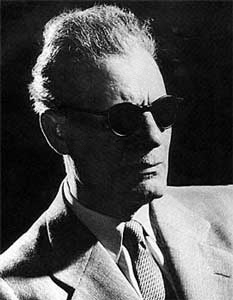
Taha Hussein.

En juin 1926, un groupe de Al-Azhar érudits visité Goumah dans son bureau pour lui demander de poursuivre Taha Hussein pour écrire son livre controersial La Poésie pré-islamique, Goumah - qui n'a pas lu le livre - commander un exemplaire, et après avoir lu ce que Taha Hussein a écrit et l'argumentation philosophique, il a adopté dans son livre, Goumah refusé de poursuivre Hussein, mais plutôt décidé d'écrire un livre qui défie l'approche philosophique de Hussien. Le livre dont le nom a été dérivé d'un verset coranique de la sourate Al-Jinn qui peut signifier littéralement « La surveillance Comet  Arabe  الشهاب الراصد  prononcé  Alshehab Arr'aassed" est devenu le plus célèbre de Goumah.

« (وأنا كنا نقعد منها مقاعد للسمع فمن يستمع الآن يجد له شهأبا رصدا (9

« Nous avons utilisé, en effet, de s'asseoir là dans (caché) des stations, à (voler) une audience;. Mais tous ceux qui écoutent désormais trouverez un feu flamboyant (comète de surveillance) le regarder en embuscade (9) »

— سورة الجن - Sourate Al-Jinn ,  Le Saint Coran

Dans "La poésie pré-islamique" Hussien affirmé utilisant le procédé de Descartes doute méthodique pour analyser pré-islamique Écriture: poésie et la prose, il a conclu que la plupart sinon tous ce qui a été prétendu être pré-islamique est en fait écrit après l'islam pour des raisons politiques et tribales raisons.
Goumah fondé son argumentation sur une approche technique philosophique, il débattu des flux dans les dérivations conclu par Hussein sur de pures raisons académiques en ré-expliquant les méthodes de Descartes, il a ensuite soutenu sa thèse avec des faits historiques, linguistiques et sociales. Les marées contre le livre de Hussein a grandi de plus en plus et finalement retiré Hussein des quatre sections de son livre qui ont été prises contre lui et rebaptisé le livre La Littérature pré-islamique.

### Louis Massignon et al-Hallaj
Après avoir écrit quelques articles dansal-Rabetah al-Arabeyyah le magazineen 1937 à propos de al-Hallaj, Goumah était appelé par Louis Massignon la fameuse français orientaliste au Goumah maison dans Héliopolis pour discuter de Al-Hallaj, leurs rencontres et de correspondances ont continué jusqu'à la mort Goumah en 1953. Massignon était particulièrement intéressé dans un livre Goumah a écrit sur Al-Hallaj, mais mourut sans l'avoir fini.

## Ses Mémoires
Goumah commencé à enregistrer son journal en 1909, il a subi des périodes de discontinuety qui peuvent parfois atteindre plusieurs mois, après quoi, il allait reprendre l'écriture. Il a écrit une longue introduction qui couvre la période allant de sa naissance à la date qu'il a commencé à écrire les Mémoires) :

« A qui suis-je écrit ces Mémoires ? à Dieu et à moi-même. Je ne pense pas que quiconque sait à leur sujet ou attend d'eux qu'ils existent, elles sont écrites rapidement et sous forte pression, ma tête est comme un chaudron bouillant, et mon cœur sera près d'exploser, de ce que je vois et entends dans ce pays triste. Ceux qui trouvent mes mémoires, que mes enfants ou des inconnus peuvent réorganiser et de les publier après ma mort, et si Dieu m'a donné une vie plus longue, je le ferai, car elle donne une image - même si incomplète - de la journée, l'époque et la vie en l’Égypte au cours de cette guerre, je suis convaincu que tous les efforts en Égypte est inutile, et c'est maîtres cherchent leurs propres intérêts et se conformer ni à Dieu ni à la conscience. »

— Mohammed Loutfi Goumah ,  Mémoires de Muhammad Loutfi Goumah - Partie 1, P.41

### Augusta Filippovna Damansky
Mémoires Goumah ont été imprimés en 2000 dans deux livres, le premier a été publié sous le titre Mohammed Loutfi Goumah - Témoin d'une époque (Partie I - II), le second publié en 1999 - révèle l'histoire d'amour Goumah avec l'auteur russe et essayiste Augusta Damansky, sous le titre Mémoires de la jeunesse - l'anniversaire du 19 mars, dans laquelle des sections complètes de son journal; en plus d'une série de lettres envoyées par Augusta à Loutfi Goumah ont été inclus. Dans ses Mémoires, Goumah révèle l'histoire d'une relation affective platonicienne qui a duré près de quatre ans avec Augusta, ils ont visité toute l'Europe ensemble et il a enregistré l'évolution de leur relation dans un chapitre dans son journal appelé « mars 19 anniversaire » (le date de leur première rencontre). Il a dédié sa traduction de Le Prince de Machiavel pour elle, il a écrit une pièce intitulée La Femme du cœur à son sujet, et a utilisé un pseudonyme (Auguste Filippov), clairement dérivé de son nom pour écrire quelques articles dans l'hebdomadaire L'Association arabe en 1930 et en 1939 il a publié certaines de ses lettres adressées à lui affirmant qu'ils ont été adressées à un poète (Popov Ludowski) a nommé, un nom d'Augusta lui adressa la parole dans ses lettres.

### Controverse au sujet les Mémoires
Lors de sa publication, les Mémoires ont soulevé la controverse parmi les critiques, certains d'entre eux fait l'éloge de la quantité de détails, il comprenait environ les aspects politiques, littéraires et culturels de la vie en Égypte (1909-1948), d'autres dirigé une critique virulente à l'opinion Goumah affiché celui-ci, ils ont critiqué son style subjectif et c'est le pessimisme évident et l'amertume avec laquelle Goumah référence à certaines personnalités littéraires et politiques de son temps. Il a également été critiqué pour être soumis à l'édition lourds, interdisant certaines périodes de la publication (1918-1921), et c'est arrangement pauvres (en ajoutant des articles et des études en dehors du contexte des mémoires).
En outre, les mémoires ont été critiqués pour l'extraction de parties de celui-ci à être publiées dans des livres séparés comme relation Goumah avec Augusta (Mémoires de la jeunesse - l'anniversaire du 19 mars) ou la relation Goumah avec l'orientaliste français Louis Massignon, qui est publié dans un livre intitulé Tunisie dans les écrits de Loutfi Goumah (par Rabeh Loutfi Goumah).

## Ses travaux inédits
Un certain nombre de savants passés par les manuscrits de travail inédit Goumah, dirigée par son fils, qui a déposé Rabeh, arrangé, recueillies et imprimées beaucoup d'entre eux. Manuscrits inédits Goumah étaient pour la plupart sous la forme de cahiers ou de journaux. Dr. Ahmad Hussein al-Tamawy, auteur et écrivain égyptien avec le Dr Sayed Ali Ismael d'al-Minya University et le Dr Ibrahim Awad de l’université Ain Shams, révisé de nombreux manuscrits Goumah, ajoutant notes, d'identifier les différents personnages historiques mentionnés dans les travaux de Goumah. Ils ont également fait la critique littéraire pour certaines de ses pièces.

## Ses plus célèbres œuvres littéraires

### Études
- Renaissance en Italie - 1911
- Histoire des sciences sociales - 1919
- Banquet de Platon - 1920
- La Comète de surveillance - 1926
- Histoire des philosophes islamiques dans l'Est et l'Ouest - 1927
- La vie de l'Orient: il est des pays, les gens, passés et présents - 1932
- Révolution de l'Islam et le héros des Prophètes - 1939
- Jour béni dans les Terres Saintes - 1940
- Mémoires de la jeunesse - l'anniversaire du 19 mars
- Révision moderne de la Saint Coran

### Romans et nouvelles
- Dans les maisons des gens - 1904
- Dans la vallée d'inquiétudes - 1904
- Les nuits de l'âme Confused - 1912
- Le jeune homme blond - 1930
- L'Embryon - 1930
- Pour des raisons de vie et la mort - 1931
- Aieda - 1932
- Après Repention - 1932
- Qorrat Al-Ain - 1934
- Corlinko et Evagina - 1937
- Mukhtarah - 1941

### Plays
- Niro - 1919
- Le patrimoine volés - 1932
- La mort de Al-Hallaj-1942

### Traductions
- La libération de l'Égypte - 1906
- Le Magicien immortel - 1906
- La Sagesse orientale - 1912
- Le Prince - 1912
- Ulysse - 1947